# Fontainebleau (paquebot)
Pour les articles homonymes, voir Fontainebleau (homonymie).

Le Fontainebleau est un paquebot français des Messageries maritimes.

## Historique
Le paquebot est lancé le 9 novembre 1922 à Saint-Nazaire.
En route vers l'Indochine, le 12 juillet 1926, il est victime d'un incendie qui se déclare dans des balles de coton chargées en cale 2 à Port-Saïd. Il finit alors au large de Djibouti. Cette catastrophe n'occasionne toutefois pas de perte de vie humaine. Depuis lors, l'épave sert de môle unissant deux jetées.

## Fiche technique
- Longueur : 152 mètres[1]
- Largeur : 18,5 mètres[1]
- Jauge : 9 986 tonneaux[1]
- Déplacement : 15 970[1]
- Vitesse : 16 nœuds aux essais, 13,4 nœuds en service[1]

## Sister-ships
- Le Chantilly (1922-1951)
- Le Compiègne (1922-1954)